# Marin Lovrović
Marin Lovrović (Rijeka, 16. lipnja 1973.), hrvatski jedriličar.
Natjecao se na Olimpijskim igrama 2008. u klasi zvijezda i osvojio je 15. mjesto. Na OI 2012. u istoj je disciplini osvojio 16. mjesto.
U klasi zvijezda je na europskom prvenstvu 2005. osvojio srebrnu medalju.
Bio je član riječkog 3. maja i kostrenskog Galeba.